# Songs for You, Truths for Me
Songs for You, Truths for Me è il secondo album in studio del cantautore britannico James Morrison, pubblicato il 30 settembre 2008.
Il primo singolo ad essere estratto è stato You Make It Real, pubblicato il 22 settembre; il secondo singolo è stato Broken Strings, un duetto con la cantante canadese Nelly Furtado. L'album ha raggiunto la terza posizione nel Regno Unito.

## Tracce
1. The Only Night – 3:37
2. Save Yourself – 3:01
3. You Make It Real – 3:31
4. Please Don't Stop the Rain – 3:54
5. Broken Strings (feat. Nelly Furtado) – 4:10
6. Nothing Ever Hurt Like You – 3:51
7. Once When I Was Little – 4:42
8. Precious Love – 3:37
9. If You Don't Wanna Love Me – 4:15
10. Fix The World Up for You – 3:35
11. Dream on Hayley – 3:33
12. Love Is Hard – 3:53

## Classifiche
| Paese             | Posizione più alta |
| ----------------- | ------------------ |
| Australia         | 21                 |
| Austria           | 26                 |
| Belgio (Fiandre)  | 27                 |
| Belgio (Vallonia) | 44                 |
| Danimarca         | 17                 |
| Francia           | 35                 |
| Germania          | 13                 |
| Italia            | 33                 |
| Norvegia          | 14                 |
| Nuova Zelanda     | 19                 |
| Paesi Bassi       | 11                 |
| Regno Unito       | 3                  |
| Spagna            | 55                 |
| Stati Uniti       | 49                 |
| Svezia            | 25                 |
| Svizzera          | 12                 |